# وسام الألعاب الأولمبية

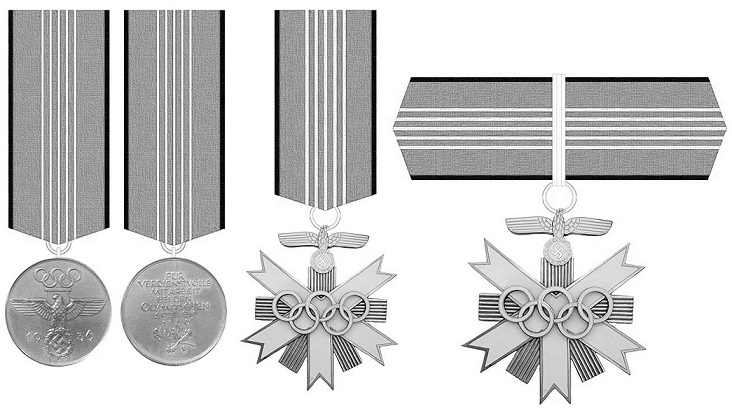
وسام الأولمبية من الفترة النازية، محظور منذ عام 1945

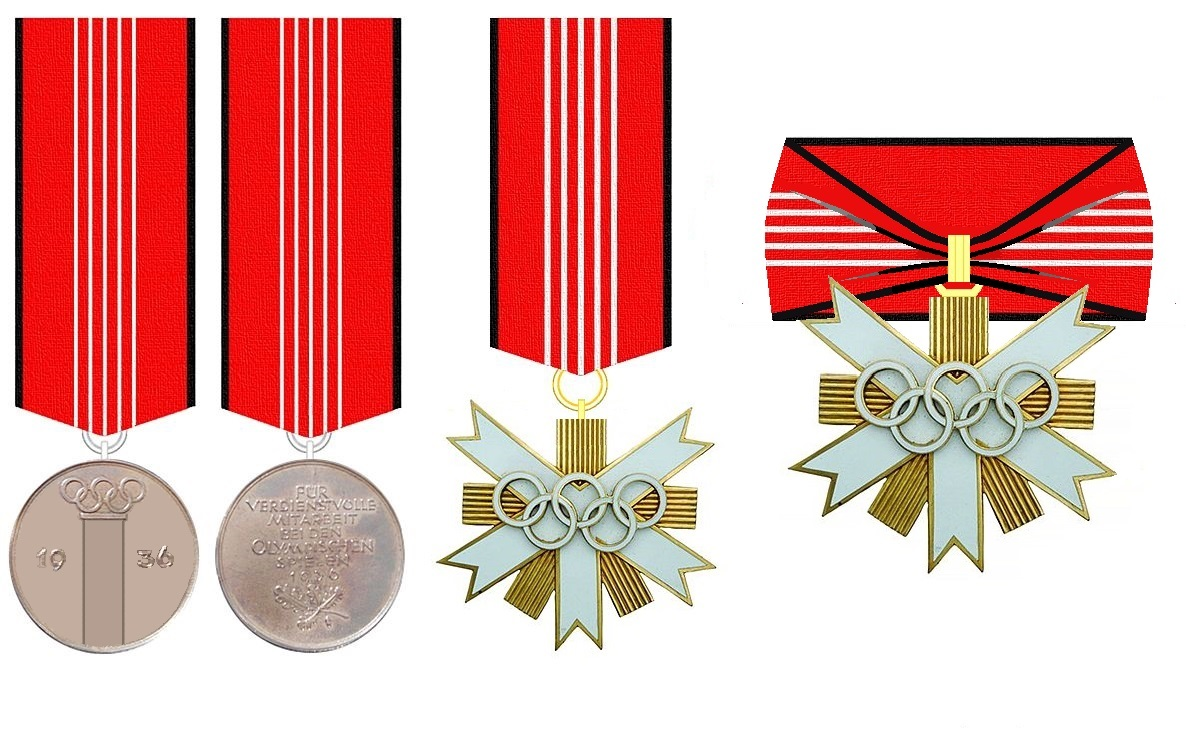
الديكور الأولمبي الألماني: وسام تذكاري، الدرجة الثانية، الدرجة الأولى (من 1957)

وسام الألعاب الأولمبية (بالألمانية: Deutsche Olympia-Ehrenzeichen or Deutsches Olympiaehrenzeichen)‏  كانت زينة مدنية لألمانيا النازية مُنحت لمديري الألعاب الأولمبية الشتوية الرابعة في غارميش-بارتنكيرشن وألعاب الأولمبياد الحادي عشر في برلين عام 1936. لم تكن الجائزة مخصصة للمشاركين الفعليين في الألعاب الأولمبية، بل اعترافًا بالأشخاص الذين نسقوا الاستعدادات «من وراء الكواليس» والعمل من أجل الأحداث. 
تم منح العديد من أعضاء شوتزشتافل، بما في ذلك رينهارد هيدريش وكارل وولف وهاينريش هيملر وسام الألعاب الأولمبية لتوفير الأمن خلال الحدث.  حصل هيرمان فيجلين على الوسام على إعداد الدورات والمرافق الخاصة بمسابقات الفروسية.  تم تقديم الزخرفة ليني ريفنستال لعملها في تصوير الأحداث الرياضية المختلفة. كما تم تقديمه في الدرجة الثانية إلى سفير اليابان لدى ألمانيا النازية هيروشي أوشيما. 
تم منح الوسام الأولمبي الألماني في ثلاث فئات:
- الدرجة الأولى
- الدرجة الثانية
- الميدالية التذكارية الأولمبية الألمانية

من الفئات الثلاثة، تم تقديم الدرجة الأولى على شكل رقبة. لم تقتصر الميدالية على المواطنين الألمان. يمكن ارتداء جميع الفصول الدراسية على شكل شريط صغير.  يحظر القانون الألماني الحديث ارتداء الصليب المعقوف، لذلك في عام 1957 أذنت الحكومة الفيدرالية الألمانية بأوسمة الزينة بدلاً من نسخة الصليب المعقوف؛ التي لا تزال موجودة ويمكن ارتداؤها كزينة مدنية. 